# Сан Пиетро ин Гуарано
Сан Пиѐтро ин Гуара̀но (на италиански: San Pietro in Guarano) е малко градче и община в Южна Италия, провинция Козенца, регион Калабрия. Разположено е на 625 m надморска височина. Населението на общината е 3684 души (към 2012 г.).